# Puente de Besleti
El puente de Besleti (en georgiano: ბესლეთის ხიდი, romanizado: Besletis jidi; en ruso: Беслетский мост, romanizado: Besletski most), también es conocido como el puente de la reina Tamara (en georgiano: თამარის ხიდი), es un puente de arco de piedra medieval construido en la costa caucásica del mar Negro, localizada actualmente en el municipio de Sujumi (de iure parte de Georgia aunque de facto capital de la autoproclamada República de Abjasia). Es un importante vestigio de la arquitectura medieval de la zona de Abjasia.

## Situación
Se encuentra a unos 6 kilómetros, al noroeste del centro de la ciudad de Sujumi, tendido sobre el pequeño río de montaña Basla (Басла; Basla – Баслата; Baslata – Беслетка; Besletka). Su construcción se remonta a finales del siglo XII. Estudios realizados en 1936 remontan su construcción a los siglos X-XI.
En la antigüedad fue formaba parte de un importante camino de los valles montañosos, y el puente tuvo una gran importancia estratégica. En las cercanías del puente se encuentran las ruinas de torres de combate medievales, testimonio de la importancia estrategia del lugar, guardando el puente y la entrada de la garganta contra incursiones enemigas. A 300 metros del puente, en la orilla izquierda, se pueden encontrar unas ruinas de un antiguo templo y otras construcciones, lo que aparentemente constituyó una aldea feudal o un monasterio.

## Características
El puente Besletski es un puente de un solo arco, siendo un ejemplo ilustrativo de los diseños de puentes medievales; tiene una longitud total de 35 metros, siendo solo el arco de 13,3 metros y 8 metros de altura, así como 80 centímetros de ancho. Está construido con bloques rectangulares de piedra caliza. Las laderas fueron tallados a pico en la piedra caliza, utilizando una fuerte argamasa caliza, alcanzando una capacidad de carga de 8 toneladas. El secreto de su solidez aun es un misterio.
En una inscripción contemporánea en alfabeto georgiano primitivo asomtavruli, que se remonta a los siglos XI – XII se puede leer:

“ Cristo es el Señor, glorifica todo posible camino en ambas vidas”

En el pilar izquierdo se encuentra grabada una “T” griega y la imagen de la cruz. Se desconoce el resto de la inscripción original.
Una estela de piedra con inscripciones georgianas estaba erigida en la cabecera del puente, pero se perdió durante la guerra de Abjasia a principios de la década de 1990.
En la actualidad, es el único puente de este tipo que se conserva en Abjasia.
En 1939 el puente fue restaurado, reforzando los paneles laterales y asfaltándolo parcialmente. En la actualidad se encuentra en buen estado de conservación.

## Leyendas

### Reina Tamara
Durante el reinado de la reina Tamara de Georgia (entre 1184 y 1213), a la que la tradición le adjudica haber ordenado su construcción. También se le adjudica que haberse colocado en el puente para admirar las maravillosas vistas.

### Otra leyendas abjasas
Una leyenda abjasa afirma que las costas sufrían frecuentes ataques de invasores, quemando y saqueando ciudades, así como llevándose esclavos. Después de haber masacrado la población del país, en una gesta heroica un grupo de abjasos realizaron un ataque en profundidad para rechazarlos. Para llevar a cabo ese ataque, fue indispensable construir puente, pero solo había disponible piedra caliza y arena, y no había tiempo para preparar cal. Por lo que se lanzó la consigna:

”Todo aquel que ame la libertad, que al mensajero le de un huevo de gallina”

Reuniéndose de la noche a la mañana 40.000 huevos. Con estos huevos, mezclados con arena, en una noche se construyó el puente, y por él atacaron a los enemigos por la retaguardia. Los enemigos fueron rechazados hacia el mar, alcanzando la largamente deseada independencia. Aunque las leyendas le atribuyan a los huevos su fortaleza, esta fue construida sin clara de huevo alguno, sigue vigorosamente en pie después de 800 años.

## Galería

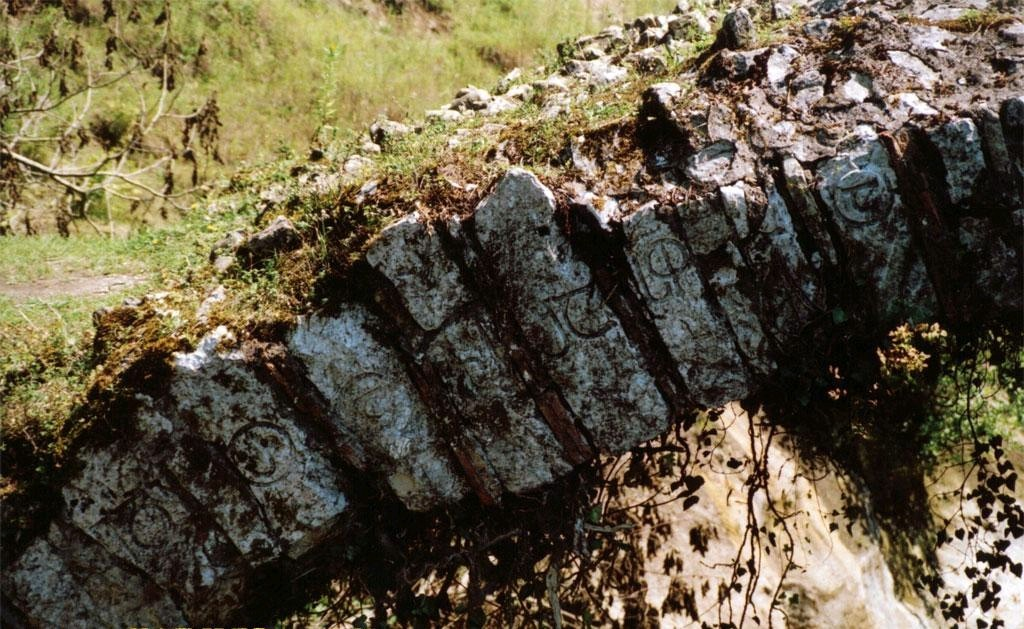
Inscripciones en el puente Besleti
Puente de Besleti en el pasado